# Zhang Xiangsen
Zhang Xiangsen   (5 de novembre de 1972) és un aixecador de peses xinès, ja retirat, que va competir durant la dècada de 1990.
El 1996 va prendre part en els Jocs Olímpics d'Estiu d'Atlanta, on guanyà la medalla de plata en la competició del pes mosca del programa d'halterofília. En el seu palmarès també destaca una medalla d'or al Campionat del món d'halterofília de 1995.